# Liuskasaari
Isla Liuska (en finés: Liuskasaari; en sueco: Skifferholmen) es una isla situada al sur de Helsinki, capital del país europeo de Finlandia. En esta isla se encuentra Segelsällskap Helsingfors, uno de los clubes más antiguos de vela en Finlandia.
En la isla se realizaron algunos de los eventos de vela de los Juegos Olímpicos de Verano 1952.